# Костянтинопольське
Костянтино́польське — село Курахівської міської громади Покровського району Донецької області, Україна. У селі мешкає 436 людей.

## Загальні відомості
Розташоване на лівому березі р. Сухі Яли. Відстань до райцентру становить близько 28 км і проходить переважно автошляхом Н15.

## Населення
За даними перепису 2001 року населення села становило 436 осіб, із них 77,29 % зазначили рідною мову українську, 20,87 % — російську, 0,92 % — грецьку, 0,23 % — румунську та білоруську мови.